# Dalea fieldii
Dalea fieldii är en ärtväxtart som först beskrevs av James Francis Macbride, och fick sitt nu gällande namn av James Francis Macbride. Dalea fieldii ingår i släktet Dalea, och familjen ärtväxter. Inga underarter finns listade i Catalogue of Life.